# حبيل البرق (خنفر)

تعديل مصدري - تعديل

حبيل البرق هي إحدى قرى عزلة جعار بمديرية خنفر التابعة لمحافظة أبين، بلغ تعداد سكانها 862 نسمة حسب تعداد اليمن لعام 2004.